# Haoma

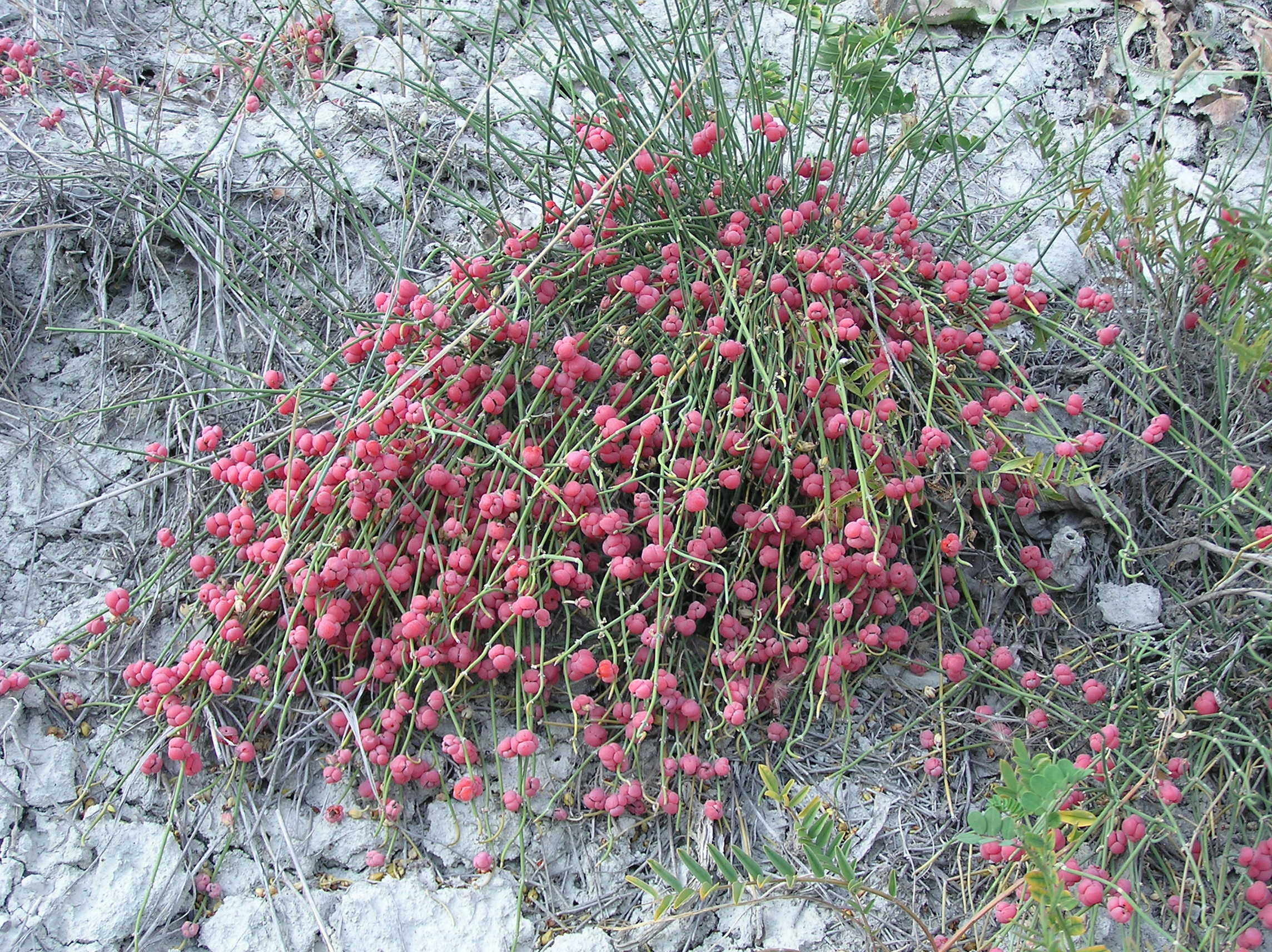
Chvojník dvouklasý, rostlina, která bývá ztotožňována s haomou

Haoma, případně hóm či húm,  je rostlina, která byla ve starověku užívána zarathuštristy k přípravě stejnojmenného posvátného nápoje, a zároveň božstvo, které jí zosobňuje. Rostlina nebyla později jasně identifikována. Indickým protějškem haomy je sóma.
Hlavním pramenem o haomě je hymnus Hóm jašt, obsažený v Avestě. Haoma je v něm popisována jako léčivá a přinášející sexuální vzrušení, fyzickou sílu, povzbuzení ducha a opojení. „Opojení“, které haoma přináší, má být jako jediný druh opilosti nezatížené démonickým Hněvem, ale naopak má být spojeno s radostnou Pravdivostí.

## Identifikace
Někteří badatelé, jako Vasilij Abajev, ztotožnili haomový nápoj s alkoholem; jiní, jako Henrik Nyberg, zase s konopím. Velkého ohlasu se dostalo ztotožnění s muchomůrkou červenou Robertem Gordonem Wassonem v roce 1968. Tato hypotéza byla kritizována Johnem Broughem, který poukázal na to že stav vyvolaný muchomůrkou může jen stěží dodávat válečníkům sílu. Ilya Gershevitch tuto kritiku ovšem odmítl s tím že v mírných dávkách může tato houba fungovat jako stimulant. Haoma byla identifikována také s mandragorou turkmenskou a ženšenem pravým, ale těmto hypotézám se dostalo jen málo pozornosti.
Další badatelé poukazovali na fakt, že moderní zarathuštristé z íránského Jazdu užívají jako húm různé druhy chvojníků, které mají stimulační účinky. Botanik David S. Flattery ovšem v roce 1989 této hypotéze oponoval s tím, že ani účinky efedrinu obsažené v chvojníku neodpovídají písemným pramenům. Navrhl proto možnost, že chvojník byl užíván ve směsi, a to s halucinogenní harmalou stepní. I této hypotéze se dostalo kritiky, například od indologa Harryho Falka, který se přiklání spíše k dříve uvažované možnosti čistého chvojníku.